# Karel Rachůnek
Karel Rachůnek (Zlín, 27 agosto 1979 – Jaroslavl', 7 settembre 2011) è stato un hockeista su ghiaccio ceco.

## Carriera
Giocò per il Lokomotiv Jaroslavl' nella Kontinental Hockey League prima di morire nell'incidente aereo che coinvolse l'intera formazione, di cui era il capitano. È stato anche campione del mondo 2010.